# リサラ・フィナウ
リサラ・フィナウ（Lisala Finau、2002年10月6日 - ）は、ジャパンラグビーリーグワンの埼玉パナソニックワイルドナイツに所属するラグビーユニオン選手。

## 来歴
トンガ出身。青森山田高等学校に進む。2019年、U17東北として第15回KOBELCO CUP（全国高等学校合同チームラグビーフットボール大会）に出場した。
大東文化大学に進学し、大東文化大学ラグビー部の副将を務める。
大学4年の2025年1月、アーリーエントリーで埼玉パナソニックワイルドナイツに加入した。同年3月29日に行われたJAPAN RUGBY LEAGUE ONE第13節交流戦浦安D-Rocks戦にて先発出場でリーグワン公式戦初出場を果たした。同月、大東文化大学卒業。